# Исидора Секулић
Исидора Секулић (Мошорин, 16. фебруар 1877 — Београд, 5. април 1958) била је српска књижевница, есејисткиња и академик. Била је прва чланица Српске академије наука и уметности.
Била је и прва жена у Србији која је била изабрана за дописну чланицу Српске краљевске академија наука.
Била је и почасни председник српског ПЕН-а, председница Удружења књижевника Србије, потпредседница Удружења књижевника Југославије. Радове је објављивала у многим часописима широм Југославије.

## Биографија
Рођена је 16. фебруара 1877. године у подножју Тителског брега, у бачком селу Мошорину код Титела, као држављанка Аустроугарске, а тек 1910. године добија српско држављанство. Родитељи су јој били Данило, варошки капетан и општински бележник, и Љубица, а браћа Предраг и Димитрије. Детињство је провела у Земуну, Руми и Новом Саду. Школовала се у Новом Саду (Виша девојачка школа), Сомбору (Српска препарандија) и Будимпешти (Педагогијум), где је студирала математику и природне науке. Радила је као наставница математике у Панчеву, у Српској вишој девојачкој школи, од 1897. до 1909. године. Положила је 1898. године испит за грађанске школе из француског језика и књижевности. После тога радила је у Шапцу (1909-1912), у Српској краљевској вишој женској школи, где је предавала немачки језик и гимнастику, а након тога прелази у Београд, у Вишу женску школу. Докторирала је 1922. године у Берлину, у Немачкој и била је први председник Удружења књижевника Србије. Била је полиглота и говорила је седам језика.
У време окупације, 1915. и 1941. године, живела је повучено, у Србији, а активније се укључује у јавни живот тек крајем Другог светског рата.
Удавала се једном, у Норвешкој, за лекара пољског порекла, Емила Стремницког, али јој је супруг убрзо преминуо, након чега се више није удавала.
Последњих неколико година живота, за пријатеље је организовала сталне чајанке четвртком у 17 часова.

## Стваралаштво
До краја, и без остатка, посвећена лепоти смислене речи, књижевница Исидора Секулић је за живота стекла уважење као најобразованија и најумнија Српкиња свога времена. Зналац више језика, и познавалац више култура и подручја уметничког изражавања, Исидора Секулић је као писац, преводилац и тумач књижевних дела понирала у саму суштину српског народног говора и његовог уметничког израза, сматрајући говор и језик културном смотром народа. Писала је о Бранку Радичевићу, Ђури Јакшићу, Лази Костићу, Петру Кочићу, Милану Ракићу, Вељку Петровићу, Иви Андрићу, Момчилу Настасијевићу и другима. Писала је прозу, приповетке, романе, књижевну критику, есеје, расправе и белешке.
Иако није била изложена борбама, ратна искуства која је осећала у свакодневном животу је описала у збирци приповедака Из прошлости које сведоче о животу у поробљеној домовини и свакодневном животу Срба у Војводини и Славонији.
Дело којим ће Исидора постати видљива на тадашњој књижевној сцени објављено је 1913. године под именом Сапутници. Збирку прича је оштро критиковао Јован Скерлић, једна од најважнијих књижевних критичара тог времена у Србији.
Била је чланица разних женских организација и један од оснивача Удружења учитеља средњих стручних школа. 1920. године је изабрана за секретара главног одбора на конгресу Међународног савета жена у Кристијанији.
Пензионисана је 22. јануара 1931. године као наставник Друге женске гимназије у Београду. Изабрана је за дописног члана Српске краљевске академије 16. фебруара 1939, а за редовног члана Српске академије наука 14. новембра 1950, као прва жена академик. 1957. године, поводом њеног 80. рођендана, Удружење књижевника Србије организује свечану академију где је председник републике одликује Орденом рада првог реда.
Умрла је 5. априла 1958. године у Београду, у 81. години живота, а сахрањена је 7. априла на Топчидерском гробљу, уз поштовање њене последње воље коју је исте године била искуцала, о томе како треба да буде испраћена са овог света. Запис откуцан на писаћој машини се чува у Универзитетској библиотеци "Светозар Марковић", у коме се наводи следеће:
Умирање и смрт, последња борба коју свако мора сам издржати. После издисаја што остане, то више није нико, и зато над најпростијим погребом треба да влада најпотпунија тишина. Молим, стога, да се мој леш завије у чаршав из мог домазлука, да се положи у најпростији чамов сандук, и спусти у сиротињску раку, по реду на гробљу. Без икакве аранжиране сахране, без говора и венаца, без новинских чланака. Свештеник ће ме испратити и очитати над гробом драгу ми просту молитву Господњу. Сем свештеника, моји најближи пријатељи, колико могу и хтедну.
На Топчидеру јој је подигнут споменик 2015. године.

## Цитати
Та ларма што је дигнута око мене много ме је потресла. Молила сам неке познанике, младе људе, да где год виде нешто о мени написано, пригуше. Али ето шта су урадили. Звали су ме на неко вече о мени, али ја сам одбила, рекла сам да сам болесна. Сви су хтели да ме скину са дневног реда. Кажу: има 80 година, скоро ће умрети, дај да напишемо нешто и да је оставимо. То страшно вређа. Волим тишину, зато ме је та бука око мене много потресла. Ако нешто вредим, нека кажу после моје смрти, а ни два дана пред смрт не желим да ме хвале. Нисам била срећна. С тим сам се помирила. Постоји васионска срећа која опредељује људе. Ако нисте вољени, узалуд ћете ви настојати да вас воле.

## Одабрана дела
У пола века књижевног рада у више облика уметничког исказивања и расуђивања - објавила је мноштво књига наративне прозе, критичких књига и чланака.  
- Сапутници (1913) — приповедна врста интимног дневника у првом лицу
- Писма из Норвешке (1914) — путопис настао из њених путовања од Осла до Бергена
- Из прошлости (1919)
- Ђакон Богородичине цркве (1919) — роман
- Кроника паланачког гробља (1940) — приповетке о животима људи сахрањених на земунском гробљу
- Записи (1941)
- Аналитички тренуци и теме, књ. 1-3 (1941) — есеји
- Записи о моме народу (1948)
- Његошу књига дубоке оданости (1951)
- Говор и језик, културна смотра народа (1956).

## Галерија
- Гроб Исидоре Секулић на Топчидерском гробљу у Београду
- Полеђина гроба
- Писмо Исидоре Секулић Јовану Дучићу, 1931.
- Исидора Секулић на билборду код отвореног тржног центра у Новом Београду
- Споменик Исидори Секулић испред Педагошког факултета у Сомбору